# Вільям Грегор
Вільям Грегор (нар. 25 грудня 1761, Корнуол — 11 червня 1817) — англійський священик i мінералог, відкривач титану.
Закінчив в 1784 році коледж Св. Джона в Університеті Кембриджу. Потім переселився до Девону, де завів родину. Поселився в Корнуолі. Займався вивченням корноульських мінералів. В 1791 році досліджуючи ільменіти виділив з них метал, який спочатку назвав манаканіт. Також в 1791 році німецький хімік Мартін Генріх Клапрот незалежно від Грегора отримав той самий метал, і не знаючи про його відкриття назвав його титаном, на честь Титанів з грецької міфології. Пізніше було встановлено, що першим зробив відкриття Грегор і йому присудили першість, але назва залишилася тією, яку дав новому елементові Клапрот.